# Hatschekia crenata
Hatschekia crenata is een eenoogkreeftjessoort uit de familie van de Hatschekiidae. De wetenschappelijke naam van de soort is voor het eerst geldig gepubliceerd in 1969 door Hewitt.